# Promozione 1950-1951 (Lega Interregionale Nord)
La Lega Interregionale Nord fu l'ente della F.I.G.C. che gestì il campionato di Promozione nella stagione sportiva 1950-1951. La manifestazione fu organizzata dalla Lega Interregionale Nord avente sede a Torino. Nella giurisdizione della Lega ricadevano le società aventi sede nell'Italia settentrionale sopra il Po.
Il regolamento metteva in palio 6 posti per la Serie C, cioè uno per ciascun girone. Per quanto concerne le retrocessioni, invece, furono destinati tutti i club piazzatisi dal 15º posto in giù.

## Aggiornamenti
Elencati tutti in una stessa sezione perché con molti gironi, l'appartenenza di una squadra ad uno o l'altro poteva variare di anno in anno.
- L'Associazione Calcio Vigevano è stata ammessa d'ufficio alla Serie C 1950-51 a compensazione del "Caso Brasca" del 1949.
- L'Unione Sportiva Stella Alpina di (Ponzone di Trivero) ha cessato l'attività sportiva, venendo esclusa dai campionati.
- La Società Sportiva Salsomaggiore è stata trasferita nella giurisdizione della Lega Interregionale Nord da quella centrale, su sua richiesta.[2]

## Girone A

### Classifica finale
|  | Pos. | Squadra                | Pt | G  | V  | N  | P  | GF | GS  |
|  | ---- | ---------------------- | -- | -- | -- | -- | -- | -- | --- |
|  | 1.   | SAICI Torviscosa       | 48 | 34 | 19 | 10 | 5  | 72 | 28  |
|  | 2.   | Pordenone              | 45 | 34 | 20 | 5  | 9  | 67 | 41  |
|  | 3.   | Belluno                | 41 | 34 | 17 | 7  | 10 | 75 | 48  |
|  | 4.   | CRDA Monfalcone        | 38 | 34 | 13 | 12 | 9  | 52 | 43  |
|  | 4.   | Portogruarese          | 38 | 34 | 13 | 12 | 9  | 54 | 45  |
|  | 6.   | San Giovanni Trieste   | 35 | 34 | 13 | 9  | 12 | 54 | 48  |
|  | 6.   | Sangiorgina            | 35 | 34 | 14 | 7  | 13 | 63 | 52  |
|  | 8.   | Monfalconese           | 34 | 34 | 13 | 8  | 13 | 56 | 51  |
|  | 8.   | Pro Cervignano         | 34 | 34 | 13 | 8  | 13 | 59 | 58  |
|  | 10.  | Sanvitese              | 33 | 34 | 13 | 7  | 14 | 43 | 45  |
|  | 11.  | Coneglianese           | 32 | 34 | 13 | 6  | 15 | 63 | 57  |
|  | 11.  | Arsenale Venezia       | 32 | 34 | 13 | 6  | 15 | 52 | 62  |
|  | 13.  | Itala San Marco        | 31 | 34 | 12 | 7  | 15 | 45 | 50  |
|  | 14.  | Fossalta Piave         | 31 | 34 | 10 | 11 | 13 | 46 | 58  |
|  | 15.  | Sant'Anna Trieste      | 31 | 34 | 9  | 13 | 12 | 48 | 63  |
|  | 16.  | Pieris                 | 30 | 34 | 9  | 12 | 13 | 55 | 70  |
|  | 17.  | San Daniele            | 27 | 34 | 11 | 5  | 18 | 58 | 76  |
|  | 18.  | Juventina Trieste (-1) | 12 | 34 | 4  | 5  | 25 | 46 | 123 |

Legenda:
      Promosso in Serie C 1951-1952.
      Retrocesso in Prima Divisione 1951-1952.
 Retrocessione diretta.
Note:
Due punti a vittoria, uno a pareggio, zero a sconfitta.
Il 'Sant'Anna è retrocesso dopo aver perso il girone salvezza contro gli ex aequo Fossalta e Itala.
La Juventina è stata penalizzata con la sottrazione di 1 punto in classifica.

### Risultati

#### Spareggi salvezza

##### Classifica finale
|  | Pos. | Squadra           | Pt | G  | V  | N  | P  | GF | GS |
|  | ---- | ----------------- | -- | -- | -- | -- | -- | -- | -- |
|  | 1.   | Itala San Marco   | 48 | 34 | 19 | 10 | 5  | 72 | 28 |
|  | 2.   | Fossalta Piave    | 45 | 34 | 20 | 5  | 9  | 67 | 41 |
|  | 3.   | Sant'Anna Trieste | 41 | 34 | 17 | 7  | 10 | 75 | 48 |

Legenda:
      Retrocesso in Prima Divisione 1951-1952.
Note:
Due punti a vittoria, uno a pareggio, zero a sconfitta.

##### Risultati
|                 | Risultati |                 | Luogo e data                          |  |
| --------------- | --------- | --------------- | ------------------------------------- |  |
| Fossalta        | 0-0       | Itala San Marco | Portogruaro, 17 giugno 1951           |  |
| Itala San Marco | 4-2       | Sant'Anna       | San Giorgio di Nogaro, 24 giugno 1951 |  |
| Fossalta        | 1-0       | Sant'Anna       | Cervignano del Friuli, 30 giugno 1951 |  |
|                 |           |                 |                                       |  |

## Girone B

### Classifica finale
|  | Pos. | Squadra              | Pt | G  | V  | N  | P  | GF  | GS  |
|  | ---- | -------------------- | -- | -- | -- | -- | -- | --- | --- |
|  | 1.   | Trento               | 62 | 36 | 28 | 6  | 2  | 120 | 36  |
|  | 2.   | Cerea                | 50 | 36 | 23 | 4  | 9  | 107 | 61  |
|  | 2.   | Pellizzari Arzignano | 50 | 36 | 22 | 6  | 8  | 95  | 50  |
|  | 4.   | Dolo                 | 49 | 36 | 22 | 5  | 9  | 96  | 52  |
|  | 5.   | Legnago              | 48 | 36 | 19 | 10 | 7  | 66  | 46  |
|  | 6.   | Cadidavid            | 46 | 36 | 20 | 6  | 10 | 70  | 47  |
|  | 7.   | Luparense (-1)       | 40 | 36 | 17 | 7  | 12 | 59  | 44  |
|  | 7.   | Lanerossi Schio      | 40 | 36 | 15 | 10 | 11 | 67  | 56  |
|  | 9.   | Adriese              | 39 | 36 | 15 | 9  | 12 | 66  | 62  |
|  | 10.  | Conti Cavarzere      | 37 | 36 | 13 | 11 | 12 | 73  | 72  |
|  | 11.  | Thiene               | 35 | 36 | 15 | 5  | 16 | 63  | 61  |
|  | 11.  | Bassano              | 35 | 36 | 15 | 5  | 16 | 53  | 57  |
|  | 13.  | Miranese             | 32 | 36 | 12 | 8  | 16 | 45  | 67  |
|  | 14.  | Valbruna Vicenza     | 29 | 36 | 11 | 7  | 18 | 58  | 92  |
|  | 15.  | Zevio                | 28 | 36 | 10 | 8  | 18 | 58  | 66  |
|  | 16.  | Vittorio Lancia      | 24 | 36 | 10 | 4  | 22 | 62  | 98  |
|  | 17.  | Audace SME           | 19 | 36 | 8  | 3  | 25 | 46  | 74  |
|  | 18.  | Rovigo (-3)          | 8  | 36 | 1  | 9  | 26 | 31  | 102 |
|  | 18.  | Mira (-1)            | 8  | 36 | 2  | 5  | 29 | 44  | 136 |

Legenda:
      Promosso in Serie C 1951-1952.
      Retrocesso in Prima Divisione 1951-1952.
Note:
Due punti a vittoria, uno a pareggio, zero a sconfitta.
Mira e Luparense penalizzati con la sottrazione di 1 punto, Rovigo con la sottrazione di 3 punti in classifica.

## Girone C

### Classifica finale
|  | Pos. | Squadra         | Pt | G  | V  | N  | P  | GF | GS |
|  | ---- | --------------- | -- | -- | -- | -- | -- | -- | -- |
|  | 1.   | Parabiago       | 51 | 36 | 20 | 11 | 5  | 81 | 34 |
|  | 2.   | Mariano Comense | 50 | 36 | 23 | 4  | 9  | 81 | 49 |
|  | 3.   | Angerese        | 47 | 36 | 20 | 7  | 9  | 78 | 45 |
|  | 4.   | Vis Nova        | 41 | 36 | 15 | 11 | 10 | 64 | 40 |
|  | 4.   | Rescaldinese    | 41 | 36 | 16 | 9  | 11 | 68 | 58 |
|  | 6.   | Breno           | 40 | 36 | 17 | 6  | 13 | 54 | 38 |
|  | 7.   | Sondrio         | 39 | 36 | 14 | 11 | 11 | 71 | 62 |
|  | 8.   | Paderno         | 36 | 36 | 15 | 6  | 15 | 55 | 51 |
|  | 9.   | Meda            | 34 | 36 | 11 | 12 | 13 | 53 | 63 |
|  | 9.   | Sebinia Lovere  | 34 | 36 | 12 | 10 | 14 | 39 | 63 |
|  | 11.  | Beretta         | 32 | 36 | 11 | 10 | 15 | 50 | 52 |
|  | 11.  | Cantù           | 32 | 36 | 11 | 10 | 15 | 53 | 65 |
|  | 13.  | Snia Viscosa    | 31 | 36 | 13 | 5  | 18 | 61 | 67 |
|  | 14.  | Sommese         | 31 | 36 | 11 | 9  | 16 | 47 | 65 |
|  | 15.  | Mottese         | 31 | 36 | 11 | 9  | 16 | 52 | 66 |
|  | 16.  | Malnatese       | 30 | 36 | 10 | 10 | 16 | 47 | 68 |
|  | 17.  | Nervianese      | 29 | 36 | 9  | 11 | 16 | 54 | 71 |
|  | 18.  | Novatese        | 28 | 36 | 11 | 6  | 19 | 53 | 86 |
|  | 19.  | Olgiatese       | 27 | 36 | 11 | 5  | 20 | 40 | 58 |

Legenda:
      Promosso in Serie C 1951-1952.
      Retrocesso in Prima Divisione 1951-1952.
 Retrocessione diretta.
Note:
Due punti a vittoria, uno a pareggio, zero a sconfitta.
La Mottese è retrocessa dopo aver perso gli spareggi contro le ex aequo Sommese e Snia Viscosa.

### Risultati

#### Spareggi salvezza
|              | Risultati |              | Luogo e data               |
| ------------ | --------- | ------------ | -------------------------- |
| Mottese      | 5-1       | Sommese      | Corbetta, 24 giugno 1951   |
| Sommese      | 2-0       | Snia Viscosa | Rescaldina, 1º luglio 1951 |
| Snia Viscosa | 6-2       | Mottese      | Corbetta, 8 luglio 1951    |
|              |           |              |                            |

Essendosi classificate tutte alla pari, si rese necessaria una seconda serie di spareggi a eliminazione diretta, in cui fu sfavorita la Sommese poiché risultante avere il peggior quoziente reti sia nella classifica generale che in quella dei primi spareggi.
|              | Risultati    |         | Luogo e data              |
| ------------ | ------------ | ------- | ------------------------- |
| Snia Viscosa | 2-1          | Mottese | Corbetta, 15 luglio 1951  |
| Mottese      | 0-0 (d.t.s.) | Sommese | Parabiago, 22 luglio 1951 |
|              |              |         |                           |

Permanendo la situazione di parità tra Mottese e Sommese, fu effettuato un sorteggio che fu favorevole alla Sommese.

## Girone D

### Classifica finale
|  | Pos. | Squadra            | Pt | G  | V  | N  | P  | GF | GS  |
|  | ---- | ------------------ | -- | -- | -- | -- | -- | -- | --- |
|  | 1.   | Pro Lissone        | 49 | 36 | 20 | 9  | 7  | 74 | 44  |
|  | 2.   | Codogno            | 44 | 36 | 19 | 6  | 11 | 72 | 43  |
|  | 3.   | Olimpia Caravaggio | 42 | 36 | 18 | 6  | 12 | 80 | 63  |
|  | 3.   | Casteggio          | 42 | 36 | 19 | 4  | 13 | 74 | 66  |
|  | 5.   | Trevigliese        | 40 | 36 | 15 | 10 | 11 | 60 | 65  |
|  | 6.   | Vimercatese        | 39 | 36 | 18 | 3  | 15 | 81 | 63  |
|  | 7.   | ATM Milano         | 38 | 36 | 14 | 10 | 12 | 81 | 67  |
|  | 7.   | Salsomaggiore      | 38 | 36 | 15 | 8  | 13 | 71 | 63  |
|  | 7.   | Merate             | 38 | 36 | 15 | 8  | 13 | 69 | 66  |
|  | 10.  | Soresinese         | 37 | 36 | 15 | 7  | 14 | 61 | 60  |
|  | 11.  | Fidenza            | 36 | 36 | 14 | 8  | 14 | 64 | 72  |
|  | 12.  | Marzotto Manerbio  | 35 | 36 | 13 | 9  | 14 | 78 | 54  |
|  | 12.  | Melzo              | 35 | 36 | 12 | 11 | 13 | 60 | 64  |
|  | 14.  | Cernuschese        | 34 | 36 | 15 | 4  | 17 | 53 | 75  |
|  | 15.  | Orceana            | 32 | 36 | 13 | 6  | 17 | 64 | 74  |
|  | 15.  | Olubra             | 32 | 36 | 12 | 8  | 16 | 49 | 65  |
|  | 17.  | Chiari             | 31 | 36 | 14 | 3  | 19 | 51 | 70  |
|  | 18.  | Casalese           | 26 | 36 | 9  | 8  | 19 | 51 | 61  |
|  | 19.  | Pro Macherio (-1)  | 15 | 36 | 5  | 6  | 25 | 43 | 101 |

Legenda:
      Promosso in Serie C 1951-1952.
      Retrocesso in Promozione 1951-1952.
Note:
Due punti a vittoria, uno a pareggio, zero a sconfitta.
La Pro Macherio è stata penalizzata con la sottrazione di 1 punto in classifica.

## Girone E

### Classifica finale
|  | Pos. | Squadra           | Pt | G  | V  | N  | P  | GF | GS  |
|  | ---- | ----------------- | -- | -- | -- | -- | -- | -- | --- |
|  | 1.   | Aosta             | 48 | 34 | 21 | 6  | 7  | 91 | 49  |
|  | 2.   | Verbania Sportiva | 48 | 34 | 20 | 8  | 6  | 67 | 18  |
|  | 2.   | Asti              | 48 | 34 | 22 | 4  | 8  | 80 | 47  |
|  | 4.   | Corbetta          | 44 | 34 | 18 | 8  | 8  | 62 | 41  |
|  | 5.   | Trinese           | 39 | 34 | 16 | 7  | 11 | 62 | 45  |
|  | 5.   | Valenzana         | 39 | 34 | 15 | 9  | 10 | 65 | 51  |
|  | 7.   | Borgosesia        | 35 | 34 | 12 | 11 | 11 | 49 | 52  |
|  | 8.   | Coggiola          | 34 | 34 | 13 | 8  | 13 | 72 | 56  |
|  | 8.   | Cuneo             | 34 | 34 | 13 | 8  | 13 | 67 | 58  |
|  | 8.   | Pray              | 34 | 34 | 15 | 4  | 15 | 50 | 68  |
|  | 11.  | Vigor Gaggiano    | 33 | 34 | 14 | 5  | 15 | 60 | 67  |
|  | 11.  | Gravellona        | 33 | 34 | 14 | 5  | 15 | 66 | 81  |
|  | 13.  | Ghemmese          | 32 | 34 | 11 | 10 | 13 | 65 | 66  |
|  | 14.  | Condovese         | 30 | 34 | 13 | 4  | 17 | 60 | 76  |
|  | 15.  | Abbiategrasso     | 30 | 34 | 11 | 8  | 15 | 56 | 65  |
|  | 16.  | Saviglianese      | 24 | 34 | 8  | 8  | 18 | 57 | 76  |
|  | 17.  | Barcanova         | 18 | 34 | 6  | 6  | 22 | 33 | 78  |
|  | 18.  | Gattinara         | 9  | 34 | 4  | 1  | 29 | 32 | 100 |

Legenda:
      Promosso in Serie C 1951-1952.
      Retrocesso in Prima Divisione 1951-1952.
 Retrocessione diretta.
Note:
Due punti a vittoria, uno a pareggio, zero a sconfitta.
L'Aosta è stato promosso mediante sorteggio, dopo che due cicli successivi di spareggi con gli ex aequo Asti e Verbania si sono conclusi in parità.
L'Abbiategrasso è retrocesso dopo aver perso lo spareggio contro la ex aequo Condovese.

### Risultati

#### Spareggi promozione
|          | Risultati |          | Luogo e data           |
| -------- | --------- | -------- | ---------------------- |
| Aosta    | 1-0       | Verbania | Torino, 2 giugno 1951  |
| Asti     | 2-1       | Aosta    | Torino, 10 giugno 1951 |
| Verbania | 5-3       | Asti     | Biella, 16 giugno 1951 |
|          |           |          |                        |

Essendosi classificate tutte alla pari, si rese necessaria una seconda serie di spareggi.
|          | Risultati |          | Luogo e data                |
| -------- | --------- | -------- | --------------------------- |
| Aosta    | 2-0       | Asti     | Biella, 24 giugno 1951      |
| Verbania | 4-2       | Asti     | Alessandria, 1º luglio 1951 |
| Asti     | 3-2       | Verbania | Alessandria, 8 luglio 1951  |
|          |           |          |                             |

Permanendo la situazione di parità, per stabilire la squadra da promuovere in Serie C, venne effettuato un sorteggio in cui fu estratto l'Aosta.

#### Spareggio salvezza
|               | Risultati    |           | Luogo e data                      |  |
| ------------- | ------------ | --------- | --------------------------------- |  |
| Abbiategrasso | 2-2 (d.t.s.) | Condovese | Vercelli, 3 giugno 1951           |  |
|               |              |           |                                   |  |
| Abbiategrasso | 0-2          | Condovese | Casale Monferrato, 10 giugno 1951 |  |
|               |              |           |                                   |  |

## Girone F

### Classifica finale
|  | Pos. | Squadra         | Pt       | G  | V  | N  | P  | GF  | GS |
|  | ---- | --------------- | -------- | -- | -- | -- | -- | --- | -- |
|  | 1.   | Rivarolese      | 56       | 34 | 25 | 6  | 3  | 105 | 25 |
|  | 2.   | Entella         | 45       | 34 | 17 | 11 | 6  | 56  | 26 |
|  | 3.   | Vogherese       | 43       | 34 | 18 | 7  | 9  | 51  | 30 |
|  | 4.   | Arsenal Spezia  | 36       | 34 | 12 | 12 | 10 | 44  | 37 |
|  | 4.   | Sestri Levante  | 36       | 34 | 15 | 6  | 13 | 50  | 47 |
|  | 4.   | Novese          | 36       | 34 | 12 | 12 | 10 | 40  | 47 |
|  | 7.   | Bolzanetese     | 35       | 34 | 13 | 9  | 12 | 56  | 57 |
|  | 8.   | Imperia         | 33       | 34 | 12 | 9  | 13 | 51  | 49 |
|  | 8.   | Alassio         | 33       | 34 | 14 | 5  | 15 | 40  | 53 |
|  | 10.  | Pontedecimo     | 32       | 34 | 14 | 4  | 16 | 57  | 49 |
|  | 10.  | Sampierdarenese | 32       | 34 | 12 | 8  | 14 | 41  | 44 |
|  | 10.  | Albenga         | 32       | 34 | 14 | 4  | 16 | 45  | 56 |
|  | 10.  | Veloce Savona   | 32       | 34 | 13 | 6  | 15 | 42  | 59 |
|  | 14.  | Vado            | 31       | 34 | 11 | 9  | 14 | 59  | 51 |
|  | 15.  | Lavagnese       | 29       | 34 | 11 | 7  | 16 | 64  | 66 |
|  | 16.  | Corniglianese   | 28       | 34 | 8  | 12 | 14 | 31  | 49 |
|  | 17.  | Derthona        | 22       | 34 | 6  | 10 | 18 | 29  | 55 |
|  | 18.  | Varazze         | 21       | 34 | 8  | 5  | 21 | 22  | 83 |
|  | ---  | OTO Ausonia     | Ritirata |    |    |    |    |     |    |

Legenda:
      Promosso in Serie C 1951-1952.
      Retrocesso in Prima Divisione 1951-1952.
Note:
Due punti a vittoria, uno a pareggio, zero a sconfitta.
L'O.T.O. Ausonia di La Spezia, ritirato dalle competizioni e sciolto, fu prima retrocesso e poi radiato dalla Federcalcio.